# Margherita Missoni
Margherita Maccapani Missoni Amos (Italia, 22 de febrero de 1983) es una diseñadora de moda, modelo y socialité italiana, heredera de la casa de moda Missoni de su familia, que fue fundada por sus abuelos Ottavio Missoni y Rosita Missoni Jelmini. Vive actualmente en Montonate, un suburbio de Mornago (Italia) cerca de la sede de Missoni, donde sigue su carrera de diseño.

## Biografía
Margherita Maccapani Missoni nació en Italia y creció en la campiña italiana, pasando los fines de semana en Milán. Estudió filosofía en la Universidad de Columbia.
Estudió filosofía tanto en la Università Statale di Milano como en la Universidad de Columbia en Nueva York, donde, después de ese período, también asistió a la escuela de interpretación Stella Adler y al Instituto de Teatro y Cine Lee Strasberg. Sin embargo, después de mudarse a Nueva York, tuvo problemas emocionales cuando sus créditos académicos no pudieron transferirse al sistema educativo de los Estados Unidos. Tras este obstáculo, decidió explorar su primer amor, el teatro.

## Carrera
Antes de aparecer en las campañas de Missoni, fue embajadora de la empresa, función que implicaba promoción en eventos relacionados con la moda. En sus propias palabras, describió el hecho de convertirse en el rostro de una campaña de Missoni como «una evolución natural».
A los 20 años ya era considerada por la revista Harper's & Queen como una de las 100 mujeres más bellas del mundo.
En 2006, apareció en una producción teatral de Las criadas de Jean Genet, basada en una historia real de dos criadas que matan a su patrona.
Desde la primavera de 2009, comenzó a involucrarse con la marca a un nivel diferente, convirtiéndose en parte del equipo de diseño, siguiendo los pasos de su madre Angela, Directora Creativa de la Maison.
Recibió el Premio América de la Fundación Italia-EE. UU. en 2014 por haber ayudado a las relaciones entre Italia y los EE. UU..
En 2015, lanzó su propia línea independiente de ropa infantil, seguida de algunas colaboraciones con otras marcas. En octubre de 2018, se convirtió en directora creativa de la marca M Missoni.

## Vida personal
Ella dice que su relación con su familia es estrecha, particularmente su conexión con su hermana y su madre.
El 23 de junio de 2012, se casó con el piloto de carreras Eugenio Amos (n. 1985) en Brunello, Italia. La pareja dio la bienvenida a un hijo, Otto Hermann Amos, el 6 de septiembre de 2013. Su segundo hijo Augusto nació el 15 de mayo de 2014. Se separó de Amos en 2022.